# Красний (Гомельський район)
Красний (біл. Красны) — селище в Гомельському районі Гомельської області Білорусі. Входить до складу Грабовської сільської ради.

## Географія

### Розташування
В 6 км від залізничної станції Диколовка (на лінії Гомель — Чернігів), 35 км на південний схід від Гомеля.

## Гідрографія
Річка Ревтак (притока річки Терюха).

## Транспортна мережа
Забудова дерев'яна садибного типу.

## Історія
Селище Красний засноване на початку XX століття переселенцями з сусідніх сіл. У 1931 році жителі вступили в колгосп. Під час німецько-радянської війни 12 жителів загинули на фронті. У 1959 році — в складі радгоспу «Зоря» (центр — село Грабовка).

## Населення

### Чисельність
- 2004 — 2 господарства, 2 жителі.